# Адопція (теологія)

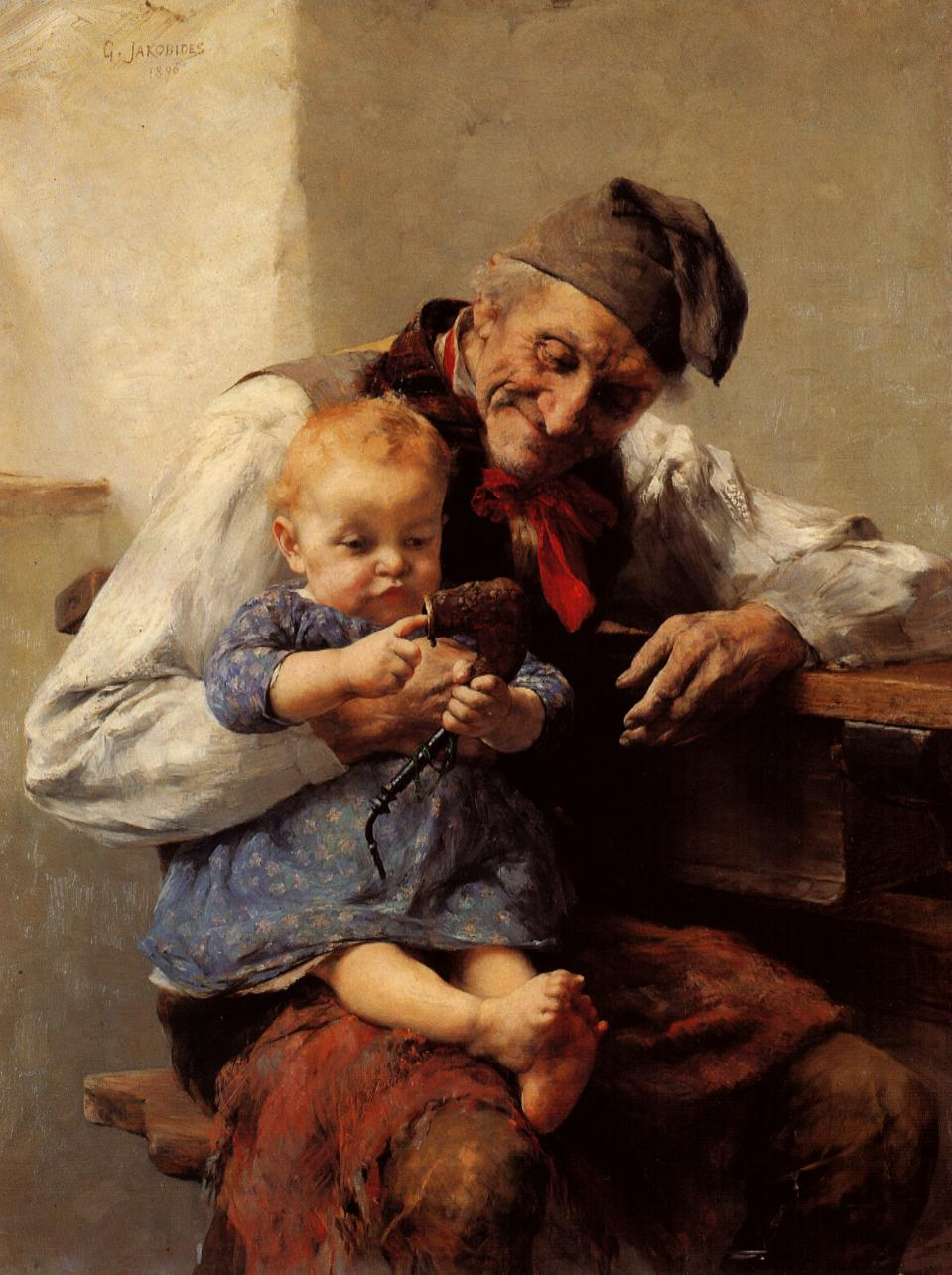
«Фаворитка», Георгіос Яковідіс, 1890 рік.

Адопція, в християнському богослов'ї, — це прийняття боговірного в сім'ю Божу. В реформатському лат. ordo salutis («порядк спасіння») адопція зазвичай розглядається як крок, що безпосередньо слідує за виправданням. Як богословське слово, адопція має схожі конотації з актом батьків, які юридично беруть на себе відповідальність за дитину, що спочатку не була народжена ними. У Новому Завіті є три згадки про те, що Бог «всиновлює» (грец. υιοθεσια) християн як своїх власних дітей (Гал. 4:5, Рим. 8:15 та Еф. 1:5) і одна згадка про те, що Бог всиновлює «народ Ізраїлю» (Рим. 9:4). Усиновлення як богословський термін вводить реляційний вимір наслідків спасіння.

Усиновлення як богословська концепція також є ще одним наслідком «юридичного» акту виправдання, поряд з викупленням і примиренням. Старозавітний прецедент цього терміна походить з історії Мефівошета, який, незважаючи на те, що не належав до роду Давида, був включений до царської спадщини (2 Цар. 9:7–13). Усиновлення є важливою особливістю богослов'я Реформації, про що свідчить стаття 12 Вестмінстерського віросповідання:
Усім, хто виправданий, Бог гарантує в Своєму Єдинородному Сині Ісусі Христі та за Нього, що вони стануть учасниками благодаті усиновлення, через яку вони будуть зараховані до числа Божих дітей, і користуватимуться свободами та привілеями дітей Божих.